# دسته-آ ۱۹۹۷
آمار مرتبط با لیگ دسته-آ بوتان در فصل سال ۱۹۹۷.

## بررسی اجمالی
باشگاه فوتبال دروک پول برنده این دوره از مسابقات شد.